# Rick Parker
Rick Parker (* 19. August 1978) ist ein US-amerikanischer Jazzposaunist und Komponist.

## Leben und Wirken
Parker studierte zunächst an der Georgetown University Wirtschaftswissenschaften (Bachelor 2001), den Master erwarb er 2003 in Jazz Performance und Komposition an der New York University, wo er bei Conrad Herwig, Frank Lacy, Steve Davis, Mike Holober und Thad Wilson studierte. 2002/03 war er im Rahmen des Betty Carter Jazz Ahead im Kennedy Center Teilnehmer eines Workshops für Komponisten und Solisten, bei dem er Unterricht bei Curtis Fuller, Eric Reid und John Clayton hatte. Er trat seitdem in verschiedenen New Yorker Jazzclubs auf, wie im Blue Note, Birdland, Jazz Standard und in der Jazz Gallery, meist mit eigenen Bandprojekten, wie dem Sextett Rick Parker Collective. 2004 erschien sein Debütalbum New York Gravity (Fresh Sound New Talent). Er ist Leiter der Electronica-Improvisationsband Ambient Assault und arbeitet mit Frank Lacy, Alex Weiss und Charlie Persips Bigband, außerdem als Kurator der Jazz-Reihe im Brooklyner Club Laila Lounge. Als Komponist wurde Parker mit dem ASCAP Young Jazz Composer Awards 2004/2005 ausgezeichnet. Im Bereich des Jazz und des R&B war er zwischen 2003 und 2013 an neun Aufnahmesessions beteiligt.